# Yttre Kvarnträsket
Yttre Kvarnträsket är en sjö i Luleå kommun i Norrbotten och ingår i Töreälven-Vitåns kustområde. Sjön har en area på 0,171 kvadratkilometer och ligger 37 meter över havet.

## Delavrinningsområde
Yttre Kvarnträsket ingår i det delavrinningsområde (731862-180677) som SMHI kallar för Rinner mot Rånefjärden. Medelhöjden är 23 meter över havet och ytan är 13,03 kvadratkilometer. Det finns inga avrinningsområden uppströms utan avrinningsområdet är högsta punkten. Avrinningsområdets utflöde mynnar i havet, utan att ha någon enskild mynningsplats. Avrinningsområdet består mestadels av skog (80 procent). Avrinningsområdet har 0,4 kvadratkilometer vattenytor vilket ger det en sjöprocent på 3,1 procent. Bebyggelsen i området täcker en yta av 0,16 kvadratkilometer eller 1 procent av avrinningsområdet.